# Eri Kamei

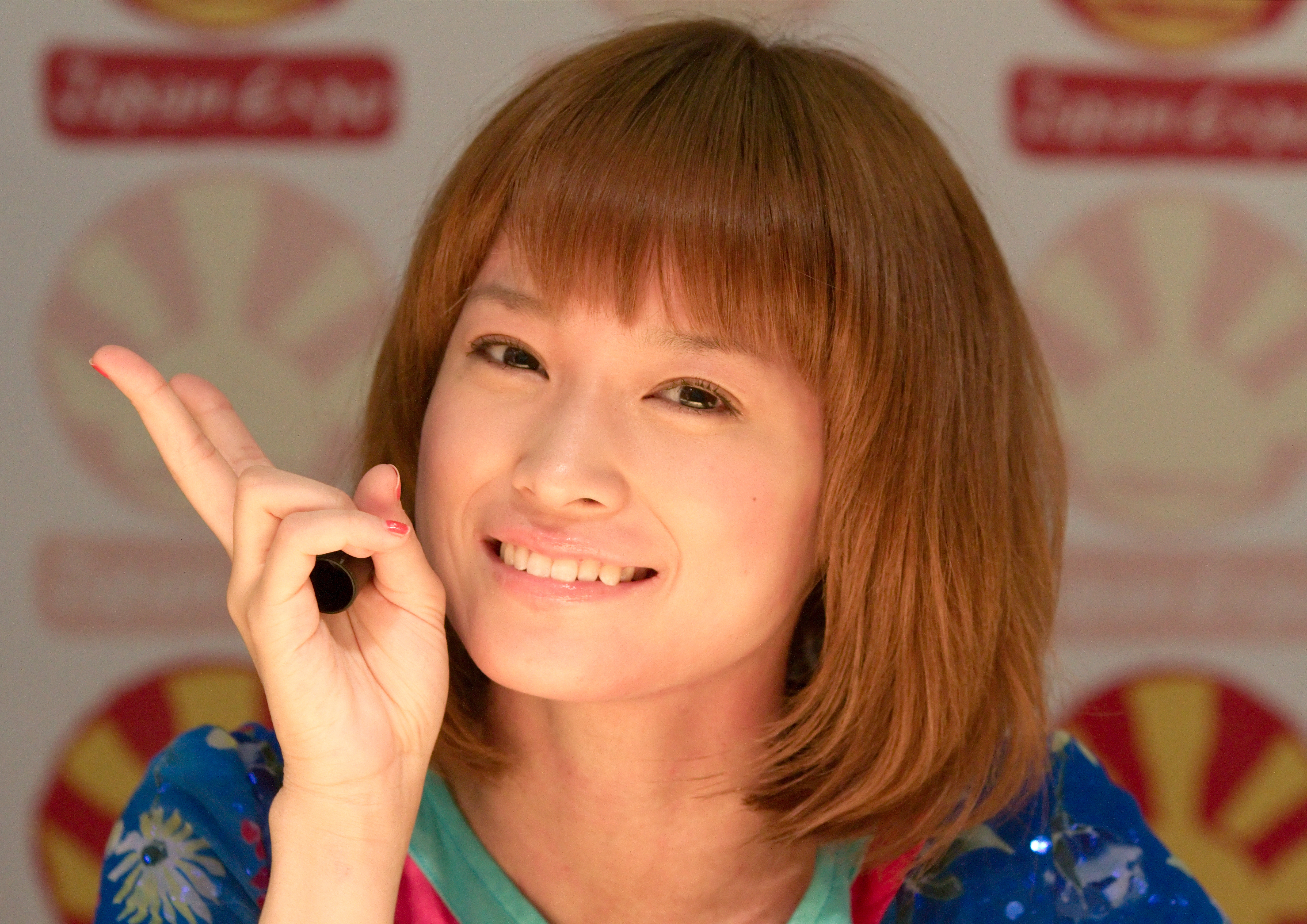
Eri Kamei (2010).

Eri Kamei, född 23 december 1988 i Arakawa, Tokyo, Japan, är en japansk popsångerska. Hon var medlem i musikgruppen Morning Musume mellan 2003 och 2010.

## Karriär
Kamei blev utvald i Morning Musume Love Audition 2002 att bli medlem i Morning Musume tillsammans med Sayumi Michishige, Miki Fujimoto och Reina Tanaka. Tillsammans utgjorde de Morning Musumes sjätte generation. Hon hördes första gången på singeln Shabondama och hennes första album var Ai no Dai 6 Kan.
Kamei hade i början svårt att öppna sig och komma till rätta i idollivet, men det ändrades i slutet av 2004 då hon fick en egen del i Hello! Projects tv-show Hello! Morning. I hennes del, känd som Eric Kamezō no Maido Arii!, gjorde hon, tillsammans med Yuko Nakazawa och Sayumi Michishige, reklam för nya produkter från Hello! Project. Kameis del togs bort från showen 2005, men hon fortsatte ändå att vara en ordinarie i Hello! Morning.
2004 sågs Kamei i shuffle-gruppen H.P. All Stars. Hon var också en del av Morning Musume Sakura Gumi när Morning Musume temporärt var splittrat i två delar.
2007-2008 hade Kamei radioprogrammet GAKI*KAME tillsammans med Morning Musume-medlemmen Risa Niigaki. I april 2009 fortsatte samarbetet mellan de två, då de började sända radio i radioprogrammet Five Stars. Five Stars har ett roterande schema där olika kändisar har hand om varsin dag i veckan.
Kamei fick också en roll som Rinko Kōgyokus röst i Sanrio/Sega Toys-animen Jewelpet 2009. Samma år återuppstod flera gamla Hello! Project-grupper inför en konsert, däribland Tanpopo. Denna gång tillsattes ett # efter namnet, för att markera att hela bandet fått nya medlemmar, där Eri var en av dem.
Den 8 augusti 2010 avslöjades det under en av Hello! Projects konserter att Kamei, tillsammans med Li Chun och Qian Lin, skulle sluta i Morning Musume den 12 december samma år. Kameis orsak är att hon lider av atopiskt eksem, en kronisk hudsjukdom som hon i flera år dolt med smink. Kamei har sagt att sjukdomen också påverkar henne mentalt och att hon nu vill ta sig tid till att bli frisk.
Sedan den 15 december 2010 är Kamei alltså inte längre medlem av Morning Musume. Först var det tänkt att Kamei (tillsammans med Li Chun och Qian Lin) skulle sluta 12 december, på den sista spelningen av Morning Musumes höstturné. Trycket blev dock så stort på biljetterna att en specialkonsert fick tillsättas. Hennes sista konsert ägde i stället rum den 15 december i Yokohama Arena.

## Grupper hon är och varit medlem i
- Morning Musume (2003-2010)
- Morning Musume Sakura Gumi (2003-2004)
- H.P. All Stars (2004)
- Tanpopo# (2009-2010)

## Filmografi
- 2003 DVD (Hello Hello!), tillsammans med Sayumi Michishige och Reina Tanaka
- 2004 Hoshisuna no Shima, Watashi no Shima - Island Dreamin'
- 2006 Ribbon no Kishi: The Musical
- 2007 DVD (Love Hello! Kamei Eri DVD)
- 2008 Cinderella The Musical
- 2009 DVD (20 Dreams)
- 2009-idag Jewelpet: Rinko Kōgyokus röst
- 2009 Ojigi de Shape Up! (teater)
- 2010 Hanbun Esper
- 2010 DVD (too sweet Eri)

## Radioprogram
- 2007-2008 GAKI*KAME (tillsammans med Risa Niigaki)
- 2009-2010 Five Stars (tillsammans med Risa Niigaki)

## Fotoböcker
- Hello Hello! Morning Musume Sixth Generation Member Shashinshū (ハロハロ! モーニング娘。6期メンバー写真集) (Med Sayumi Michishige och Reina Tanaka) - 2003-07-15
- Kamei Eri (亀井絵里) - 2004-12-23
- Days - 2005-09-16
- Seventeen Years Old [17才] - 2006-05-25
- Love Hello! Eri Kamei Photobook in Phuket (ラブハロ！亀井絵里写真集inプーケット) - 2007-02-28
- Maple - 2007-10-11
- Eri - 2008-04-03
- 20(Hatachi) (20(はたち)) - 2008-12-23
- sweet - 2010-02-25
- Eririn - 2010-09-26
- Morning Musume Kamei Eri - Michishige Sayumi - Tanaka Reina Photobook Kamei Eri Graduation Commemoration HelloHello! Forever (med Michishige Sayumi och Tanaka Reina) - 2010-11-12
- Thanks - 2010-12-05